# Pānini
Pāṇini (Devanāgarī: पाणिनि; patronímico que significa "descendente de Paṇi"), nascido em Gandara (c.520 a.C. – c.460 a.C.), foi um gramático indiano que compôs uma gramática sânscrita com o nome Aṣṭādhyāyī (sânscrito transliterado aṣṭa = oito + ādhyāya = capítulo), constituída por 8.000 sutras ou aforismos, cuja consistência e encadeamento lógico apresentam notável rigor. A composição da gramática de Pāṇini é convencionalmente usada para marcar o fim do sânscrito védico, e o começo do sânscrito clássico.
Os registros históricos disponíveis levam a comunidade científica a reputá-lo como a primeira gramática de uma língua produzida na história da civilização humana. Essa gramática foi traduzida pela primeira vez para uma língua europeia no alemão, por Böthtlingk, em Lípsia (Alemanha) entre 1837 e 1840. Pāṇini resume e sintetiza toda uma tradição (até então apenas oral) de gramáticos indianos anteriores, e cita o nome de 68 gramáticos predecessores.
Sua obsessão pelo estudo do sânscrito deve-se ao fato de que era considerada a língua dos deuses (devavāṇī), e os eruditos davam-se conta de que ela se estava modificando ou "corrompendo". Com efeito, acreditava-se naquela época que apenas uma ligeira diferença ou erro de pronúncia poderia invalidar uma vasta e complicada cerimônia religiosa da cultura local. Decorre disso o rigoroso estudo fonético e fonológico do sânscrito encontrado nesse texto: a análise da articulação é tão profunda que se admira pela sua modernidade. A análise do modo de produção dos sons da língua foi herdada duma tradição antiga, contida nos textos Prātiśākhyā védicos e nos Śikṣā. Nesses textos a distinção entre fone e fonema não é explicita, causando algumas diferenças metodológicas em comparação com a Lingüística ocidental.

## Datação
Nada se sabe ao certo sobre a vida de Pāṇini, nem mesmo o século em que viveu (só que viveu depois do século VII e antes do IV a.C.). Segundo a tradição, ele viveu de mais ou menos 520 a 460 a.C., e nasceu em Shalatula, Punjabe. A sua gramática descreve o sânscrito da época bramânica, o que o fixa no fim do período védico.
Uma evidência importante para a datação de Pāṇini é a ocorrência da palavra yavanānī (in 4.1.49, significando ou "mulher grega" ou alfabeto grego). Pelo que se sabe, não havia gregos em Gandara antes das conquistas de Alexandre, o Grande em 330 a.C., mas é bem provável que o nome tivesse sido conhecido através da palavra do persa antigo 'yauna', então Pāṇini parece ter vivido na época de Dario, o Grande (r. 521–485/6).

## Escrita
Não é certo se Pāṇini usou escrita na composição de seu trabalho, apesar de que é geralmente concordado que ele usou uma forma de escrita, baseado em referências a palavras como "escrita" e "escriba" na sua gramática. Crê-se que um trabalho de tanta complexidade teria sido muito difícil de compilar sem anotações, apesar de que alguns argumentaram que ele deve tê-la composto com a ajuda de um grupo de estudantes, cujas memórias lhe serviram como "blocos de notas". A escrita aparece na Índia primeiramente na forma da escrita brami pelo menos do século VI a.C., apesar desses exemplos da escrita brami estarem em Tamil Nadu, no sul da Índia, muito distante de Gandara, no norte. Contudo, Gandara estava sob o domínio persa no século VI a.C., então também é possível que ele tenha usado o alfabeto aramaico, do qual a escrita brami deve ter descendido.

## O vocabulário de Pāṇini
Embora o vocabulário de Pānini seja puramente gramatical e lexicográfico, inferências culturais e geográficas podem ser feitas através do vocabulário que ele usa em exemplos, e das suas referências a outros gramáticos. Deidades referidas no seu trabalho incluem Vasudeva (4.3.98). O conceito de Dharma é visto na sua frase de exemplo (4.4.41) dharmam carati, ou "ele observa a lei"

## Posterioridade

### O comentário sobre a gramática de Pāṇini: o Mahābhāṣya
Depois de Pāniṇi, o Mahābhāṣya ("grande comentário") de Patañjali sobre o Aṣṭādhyāyī é um dos trabalhos mais famosos sobre a gramática sânscrita. Foi com Patañjali que a ciência lingüística indiana alcançou a sua forma definitiva.

### Pāṇini e a linguística moderna
Pāṇini, bem como o lingüista indiano Bhartrihari, teve uma influência significativa em várias ideias propostas por Ferdinand de Saussure, professor de sânscrito, que é considerado o pai da lingüística estrutural moderna.

### Pāṇini e a computação moderna
A gramática de Pāṇini é tão rigorosa quanto uma máquina de Turing. Nesse sentido, Pānini pode ser considerado o pai dos computadores. O formalismo de Backus-Naur (formalismo de Panini-Backus) ou gramáticas de FBN usadas para descrever as linguagens de programação modernas têm similaridades significativas com as regras gramaticais de Pāṇini.

## Obra
Ao Aṣṭādhyāyī estão agregados outros textos, consistindo o todo em quatro partes:
- Śivasūtras, a lista dos sons da língua,
- Aṣṭādhyāyī, o cerne da obra, que trata de morfologia e sintaxe;
- Dhatupatha, a lista de raízes verbais primárias,
- Ganapatha, a lista de raízes nominais primárias.

O Aṣṭādhyāyī toma os itens das listas de raízes verbais e nominas e descreve os algoritmos que os transformam em palavras da língua. Dado que procura a expressão mais concisa possível em todas as suas partes, o sistema é muito técnico e artificial
1. ↑  Ingerman, Peter (17 de março de 1967). «"Pānini-Backus Form" suggested» (revista). Communications of the ACM, Vol. 10 Issue 3. p. 137. Consultado em 16 de março de 2025